# Лозён, Габриель-Номпар II де Комон
Габриель-Номпар II де Комон (фр. Gabriel-Nompar II de Caumont; ум. 26 января 1660), маркиз де Пюигийем, граф де Лозён — французский аристократ.

## Биография
Сын Франсуа Номпара II де Комона, графа де Лозёна, и Катрин де Грамон.
После отставки своего отца стал капитаном роты ста дворян Дома короля (sent gentilshommes au bec de corbin, 25.11.1616).
В ходе гугенотской войны в составе войск герцога д'Эльбёфа участвовал в осаде замка Ла-Форс и боях под его стенами, затем принимал участие в осаде Монтобана. Был тяжело ранен при осаде Тоннена. После заключения Монпельерского мира удалился в свои владения. «Проживал в Лозёне, куда вызывал лучших мастеров отделывать построенную им часовню и полностью посвятил себя семье, становившейся все более многочисленной».
Во время Фронды, как почти все дворянство Ажене, встал на сторону принца Конде. Следовал за принцем, когда тот был назначен губернатором Гиени и затем снова восстал. В 1652 году заставил графа д'Аркура снять осаду бурга Лозён.
11 сентября 1651 был пожалован в рыцари орденов короля, но орден Святого Духа так и не получил.

## Семья
1-я жена (6.04.1620): N де Нёбур. Брак бездетный
2-я жена (6.1630): Шарлотта де Комон, дочь Анри-Номпара де Комона, герцога де Лафорса, и Маргерит д'Эскодека
Дети:
- Эли (20.08.1631—18.05.1632)
- Жак-Номпар (ум. 1677), граф де Лозён. Был холост
- Антонен-Номпар (05.1633—19.11.1723), герцог де Лозён. Жена (21.05.1695): Женевьева-Мари де Дюрфор, дочь Ги-Альдонса де Дюрфора, герцога де Кентен-Лоржа, маршала Франции, и Женевьевы Фремон
- Габриель-Номпар (ум. 17.10.1692), виконт де Лозён, граф де Монбаю. Капитан галеры. Был холост
- Франсуа-Номпар (1647—30.12.1707), шевалье, затем граф де Лозён, сеньор де Вермей. Знаменосец жандармов дофина. Перешел на императорскую службу, генерал-фельдвахтмейстер (11.02.1686). Был холост
- Диана-Шарлотта (ок. 1632—4.11.1720). Муж (28.04.1663): Арман Ботрю, граф де Ножан (1631—1672)
- Анн, дама де Бельсен. Муж: маркиз Арман де Бельзёнс
- Шарлотта (ум. 10.1701), аббатиса в Нотр-Дам-де-Сент (01.1687)
- Франсуаза (1650—11.1714, Анже), великая приоресса в Сенте, аббатиса Ронсере (15.08.1706—1708)